# Kingdom Hearts 358/2 Days
Kingdom Hearts 358/2 Days (japanisch キングダム ハーツ 358/2 Days Kingudamu Hātsu Surī Faibu Eito Deizu Ōbā Tsū; Akronym: KH 358/2 Days) ist ein im Jahr 2009 für die Handheld-Konsole Nintendo DS veröffentlichtes Action-Rollenspiel. Es wurde von Square Enix entwickelt und von Disney Interactive Studios und Square Enix, in Europa auch noch von Eidos Interactive, veröffentlicht. Das Spiel ist der fünfte Teil der Kingdom-Hearts-Videospielserie und stellt ein Zwischenstück, das gegen Ende des ersten Spiels, Kingdom Hearts, beginnt und über die Fortsetzung hinaus bis zum Anfang des dritten Spiels, Kingdom Hearts II, geht, dar. Die Geschichte wird aus der Perspektive von Roxas, Soras Niemand, erzählt und zeigt sein Leben in der Organisation XIII und seine Beziehung mit den anderen Organisationsmitgliedern Axel und Xion.
Es beinhaltet 3D-Grafiken und einen Einzelspieler- als auch einen Mehrspielermodus. Das Spiel wurde auf der Tokyo Game Show 2007 vorgestellt und die Bekanntgabe über eine Veröffentlichung in den USA und Europa folgten später. Die Veröffentlichung des Spiels fand in Japan am 30. Mai 2009, in den USA am 29. September 2009 und in Europa am 9. Oktober 2009.

## Gameplay
358/2 Days beinhaltet denselben Action-Rollenspiel-Stil wie seine Vorgängerspiele. Um dies zu erreichen, beinhaltet das Spiel den minimalen Einsatz des Touchscreen-Bildschirms, wobei es auch möglich ist, das Spiel ohne ihn überhaupt jemals benutzt zu haben durchzuspielen. Das Spiel beinhaltet einen Einzel- als auch einen Mehrspielermodus, wobei der Einzelspielermodus die Geschichte, basierend auf den Disney-Welten aus den Vorgängerspielen, umfasst und jeweils in Tagen voranschreitet. Im Einzelspielermodus steuert man die Figur Roxas, den Protagonisten des Spiels, auf verschiedenen Missionen, wobei er von weiteren Organisationsmitgliedern begleitet wird.
Die Geschichte des Spiels verläuft geradlinig von einem Geschehen zum Nächsten, in der Regel durch eine Zwischensequenz getrennt. Daneben sind mehrere Nebenaufgaben verfügbar, die dem Spieler Symbole und Kronen einbringen, die sich dann im Morgyladen gegen allerlei Items eintauschen lassen. So ziemlich das ganze Spielgeschehen findet auf miteinander verbundenen Karten, wo auch die Kämpfe ausgetragen werden, statt. Das Kampfsystem ist ähnlich dem seiner Vorgängerspiele, so werden die Kämpfe weiterhin in Echtzeit ausgetragen, während die eigene Spielfigur frei steuerbar ist und auf Knopfdruck mit dem Schwert zuschlägt oder über ein Menü Angriffs- oder Regenerations-Zauber wirkt.
358/2 Days verfügt über eine neue Gameplay-Technik, das Tafel-System, das so ähnlich funktioniert wie das Karten-basierende-System in Chain of Memories. Der Spieler füllt seine verschiedenen Fähigkeits-, Magie- und Stufentafeln in die dafür vorgesehenen Felder und rüstet sich so mit ihnen aus. So kann man zum Beispiel einige Magien nicht verwenden, wenn man die entsprechenden Tafeln nicht angelegt hat, wohingegen man beim mehrmaligen Ausrüsten die Magie auch mehrmals einsetzen kann. Seine Waffe kann man auch mit speziellen Tafeln versehen, wodurch diese stärker wird. Es existieren ebenfalls spezielle Verbindungstafeln mit Verbindungszonen, in denen andere passende Tafeln eingesetzt werden und so die Fähigkeit verbessern oder verstärken können.
Ebenfalls neu ist die Limit-Brecher-Funktion, welche zuvor bereits in Squares Final-Fantasy-Serie zu sehen war, die aktiviert werden kann, wenn die LP des Spielers in den gelben Bereich fallen. Jede Figur hat im Limit-Brecher-Modus ihre eigenen Fähigkeiten, die normalerweise stärker sind und eine größere Reichweite als normale Angriffe besitzen. Der Limit-Brecher lässt sich durch die Endlimit-Tafel noch aufwerten, wodurch die wahre Macht in Form eines figurenabhängigen Spezialangriffes entfesselt wird.
Der Mehrspielermodus wird separat im Spielmenü ausgewählt und ist Mission-basierend, einschließlich gemeinschaftlicher und konkurrierenden Kämpfen mit anderen Spielern. Dort können bis zu vier Spieler als einer der vierzehn Mitglieder der Organisation XIII spielen, wobei jedes Mitglied mit unterschiedlichen Waffen, Fähigkeiten und Werten. Im Mehrspielermodus können auch Sora, Donald, Goofy, König Micky und Riku ausgewählt werden, sobald sie im Laufe der Hauptgeschichte freigeschaltet werden. 358/2 Days verfügt auch über ein Chat-System für die Kommunikation zwischen den Spielern, das sich aber vom im DS vorhandenen PictoChat überschneidet.

## Inhalt

### Schauplatz
Wie bei den anderen Spielen der Serie, betritt der Spieler eine Sammlung von verschiedenen Welten, basierend auf verschiedenen Schauplätzen aus den Disney-Filmen: Agrabah aus Aladdin, das Schloss des Biestes aus Die Schöne und das Biest, die Arena des Olymps aus Hercules, Halloween Town aus Nightmare Before Christmas, das Wunderland aus Alice im Wunderland und Nimmerland aus Peter Pan, mit einer Kette von Inseln, die neu in der Spielserie sind, anstatt des Piratenschiffs von Captain Hook und dem Big Ben aus dem ersten Kingdom-Hearts-Spiel. Das Spiel beinhaltet zudem auch Welten, die speziell von Square Enix für die Spielserie erdacht wurden. Die bekannteste von ihnen ist die Welt die niemals war, die im geheimen Ende von Kingdom Hearts zu sehen war und im Spiel als der Haupthandlungsort dient, gefolgt von Twilight Town, eine sehr häufig besuchte Welt. Das Schloss des Entfallens und die Insel des Schicksals tauchen in Zwischensequenzen auf.

### Figuren
Das Spiel dreht sich um Roxas, der zu Beginn von Kingdom Hearts II vorgestellt wurde. Roxas ist der Niemand von Sora, dem Protagonisten der Spielserie, entstanden, als Sora sich im ersten Kingdom-Hearts-Spiel kurz sein Herz verloren hat und so in einen Herzlosen verwandelt wurde. Er ist der Organisation XIII, einer Gruppe von mächtigen Niemanden, die als Hauptantagonisten von Kingdom Hearts: Chain of Memories und Kingdom Hearts II. Wie Sora, hat auch Roxas die Macht das Schlüsselschwert, eine besondere schlüsselähnliche Waffe gegen die Dunkelheit, zu benutzen. Die anderen Mitglieder der Organisation XIII, vor allem Roxas bester Freund, Axel, der auch in Chain of Memories erstmals zu sehen war, spielen ebenfalls eine wichtige Rolle. Neu ins Spiel eingeführt wurde Xion, das neuste, vierzehnte, Mitglied der Organisation, ein Mädchen, das Soras Freundin Kairi gleicht und wie Roxas, das Schlüsselschwert benutzen kann.
Zu den andere auftauchende Figuren zählen Naminé, ein Mädchen mit der Kraft Erinnerungen zu manipulieren; DiZ, ein rätselhafter Mann, der sich in Bandagen hüllt; Riku, Sora besten Freund; und König Micky, Rikus Verbündeter und König von Schloss Disney. Sora, die Hauptfigur in den Vorgängerspielen, taucht zusammen mit seinen beiden Verbündeten Donald Duck und Goofy ebenfalls in der Handlung auf, obwohl sie nur selten in Form von Rückblenden und Erinnerungen basierenden Sequenzen erscheinen. Ebenfalls tauchen auch Kater Karlo, ein ständiger Bösewicht, sowie Hayner, Pence und Olette, ein Trio von Freunden aus Twilight Town, auf, die alle erstmals in Kingdom Hearts II aufgetaucht sind. Wie bei den anderen Spielen der Serie, verfügt jede Disney-Welt über mehrere Figuren, die in den jeweiligen Filmen erscheinen, auf denen die Welten basieren. Dagegen beinhaltet das Spiel, bis auf einen Mogry, der einen Laden für die Organisation führt, keine weiteren Figuren aus irgendeinem Final-Fantasy-Spiel.

### Geschichte
Der neu entstandene Roxas wird zuerst in Twilight Town von Xemnas, dem Anführer der Organisation XIII, entdeckt und von ihm als dreizehntes Mitglied rekrutiert. Im Gegensatz zu anderen Niemanden, fehlen Roxas die Erinnerungen an sein ursprüngliches Ich, Sora, aber mit der Zeit entwickelt er seine eigene Persönlichkeit. Jeden Tag wird Roxas auf Missionen zu anderen Welten gesandt, entweder allein oder in Begleitung eines Kollegen, um große Mengen von Herzlosen mit seinem Schlüsselschwert zu besiegen und so die gestohlenen Herzen freizusetzen, womit die Organisation Kingdom Hearts erschaffen möchte, um so wieder zu vollständigen Wesen zu werden. Roxas wird unter die Aufsicht von Axel gestellt, mit dem er sich anfreundet. Eines Tages wird Axel zusammen mit einer Gruppe von anderen Mitgliedern ins Schloss des Entfallens, dem Handlungsort von Kingdom Hearts: Chain of Memories, entsandt, wodurch Roxas mit einem Mädchen namens Xion, die kurz nach Roxas in die Organisation aufgenommen wurde, zusammengetan wird. Roxas und Xion sind über ihre Gemeinsamkeiten, darunter Xions Fähigkeit das Schlüsselschwert zu benutzen und der Mangel an Erinnerungen an ihre Vergangenheit, miteinander verbunden. Einige Zeit später fällt Roxas, bedingt durch die Veränderung von Soras Erinnerungen während der Ereignisse in Chain of Memories, in ein Koma und wacht erst einige Wochen später wieder auf, als Axel als einziger vom Schloss des Entfallens zurückkehrt.
Mit der Zeit werden Xion, Roxas und Axel gute Freunde. Allerdings ist sie mit sich selbst nach einer Konfrontation mit Riku in Unordnung und distanziert sich von ihren Freunden, um mehr über sich selbst zu erfahren. Sie entdeckt schließlich, dass sie nur eine von Xemnas erschaffene Nachbildung aus Soras Erinnerungen als möglichen Ersatz für Roxas ist und ihre Existenz die Wiedererlangung von Soras verlorenen Erinnerungen verhindert. Xion ist zwischen dem Bleiben bei ihren Freunden und der Fusion mit Sora, wie es Riku ihr angeraten hat, hin- und hergerissen, entscheidet sich aber letztlich aus der Organisation auszutreten, nachdem ihre Kräfte drastisch gestiegen sind und Roxas’ Kräfte zur selben Zeit geschwächt wurden. Aufgrund des Verständnisses der Situation Xions, erlaubt Axel ihr zu entkommen, verliert dadurch aber Roxas’ Vertrauen. Nachdem Roxas von Xemnas erfährt wer Xion ist, entstehen in ihm zunehmend Zweifel über die Motive der Organisation und seiner eigenen Identität, sodass er die Organisation letztendlich aus Frustration verlässt und Axel deprimiert zurücklässt.
Roxas geht nach Twilight Town, wo er von Xion, die von Xemnas, um an ihr Ziel Roxas zu absorbieren und danach zu Sora zu werden, verändert wurde, angegriffen. Allerdings wird Xion besiegt und fragt Roxas kurz vor ihrem Auflösen noch, ob er Xemnas Plan stoppen könnte, bevor er mit Sora fusioniert, wodurch alle Erinnerungen an sie verschwinden würden. Roxas kehrt daraufhin in die Welt, die niemals war, zurück um dies zu tun, wird allerdings von Riku, der von DiZ den Auftrag hat Roxas zu ihm zu bringen, aufgehalten. Als Roxas Riku besiegt, lässt er die Dunkelheit in seinem Herzen frei, wodurch er die Form von Ansem, also Xehanorts Herzlosen, annimmt, und stellt schließlich sicher, dass er der stärkere ist. Nach dem Kampf bringt Riku Roxas zu DiZ, der ihn ohne seine Erinnerungen an die Organisation XIII in eine virtuelle Version von Twilight Town steckt, sodass er am Ende mit Sora fusionieren und so die Wiederherstellung von Soras Erinnerungen abschließen kann.

## Entwicklung und Veröffentlichung
358/2 Days wurde von Tetsuya Nomura und Tomohiro Hasegawa inszeniert und ist das erste Spiel in der Spielserie, dass alleine von Square Enix entwickelt wurde. Es wurde zusammen mit Kingdom Hearts coded und Kingdom Hearts Birth by Sleep auf der Tokyo Game Show am 29. September 2007 angekündigt, wo ein Trailer zum Spiel unter hohen Sicherheitsvorkehrungen gezeigt wurde. Weitere Trailer und eine spielbare Demoversion wurden auf der Jump Festa im Dezember 2007 und auf einer Privatparty im August 2008 zur Verfügung gestellt. In der Demoversion wurden der Einzelspieler- als auch der Mehrspielermodus gezeigt. Xion war ebenfalls in den neuen Trailern und der Mehrspielerversion zu sehen.
Bereits bevor erste Planungen beschlossen wurden, stand als Plattform für das Spiel schon der Nintendo DS fest. Das Entwicklerteam wollte ein den Vorgängerspielen ähnelndes Gameplay haben, stellten aber fest, dass die verfügbare Anzahl von Tasten auf dem Nintendo DS ein Problem sein könnte. Einige der DS-Funktionen, wie die Benutzung des Eingabestifts, werden nicht verwendet, um das Gameplay ähnlich den der früheren Spielen zu halten. Im Spiel sind immer wieder Sequenzen von Sora aus dem ersten Kingdom-Hearts-Spiel eingebaut, darüber hinaus verfügt Roxas in jeder Welt über eine verschiedene Art von Gameplay. Das Spiellogo wurde in warmen Farben gehalten, um einen Verweis auf den Sonnenuntergang in Twilight Town herzustellen. Der Beititel, „358/2 Days“, ist ein Code, deren Bedeutung der Spieler nach Angaben von Nomura erst ganz am Ende des Spiels zu verstehen weiß und dass das Wort „Day“ als Verweis auf das tägliche Leben der Organisation XIII angehängt wurde. Obwohl zu Birth by Sleep als erster der drei neuen Spiele die Entwicklung begann, wurde 358/2 Days als erstes veröffentlicht. Die Veröffentlichung des Spiels war zunächst für Ende 2008 geplant, später verschob Square Enix das Datum aber auf Februar 2009. Letztendlich wurde der Veröffentlichungstermin für Japan nochmals nach hinten, nun auf den 30. Mai 2009, verschoben. Eine Veröffentlichung in den USA wurde im Dezember 2008 angekündigt, und erfolgte schließlich am 29. September 2009. In Europa und Australien erschien das Spiel am 9. bzw. 22. Oktober 2009.

## Merchandising
Wie bereits zu den Vorgängerspielen veröffentlichte Square Enix ein Ultimania-Buch, so etwas wie ein Lösungsbuch, zu Kingdom Hearts 358/2 Days heraus. Ebenfalls wurde ein von Tomoko Kanemaki geschriebene und von Shiro Amano illustrierte dreiteilige Light-Novel-Serie basierend auf dem Spiel herausgebracht. Teil eins erschien am 30. Juli 2009, Teil zwei am 28. Januar 2010 und der dritte und letzte Teil im Mai 2010. Auch wurde eine Manga-Adaption von Amano in Form von zwei Tankōbons veröffentlicht.